# داساری نارایانا رائو
داساری نارایانا رائو (انگلیسی: Dasari Narayana Rao; ۴ مهٔ ۱۹۴۴ – ۳۰ مهٔ ۲۰۱۷) کارگردان فیلم، فیلم‌نامه‌نویس، تهیه‌کننده فیلم، بازیگر، ترانه‌نویس و سیاستمدار اهل هند بود.
همچنین برندهٔ جوایزی همچون جایزه ملی فیلم شده‌است.

## فیلم‌شناسی
1. سردار پاپارایودو (۱۹۸۰)
2. الهه عشق (۱۹۸۱)
3. ببر بابلی (۱۹۸۲)
4. کاغذ دیواری همه‌جا (۱۹۸۳)
5. رام آوتار ام.ال.ای امروز (۱۹۸۴)
6. یادگار (۱۹۸۴)
7. غیرت (۱۹۸۵)
8. پاراما ویرا چاکرا (۲۰۱۱)
9. پنج پانداوا و یک زنبور عسل (۲۰۱۴)